# Karangdoro
Karangdoro is een bestuurslaag in het regentschap Banyuwangi van de provincie Oost-Java, Indonesië. Karangdoro telt 11.742 inwoners (volkstelling 2010).